# Isocefalia

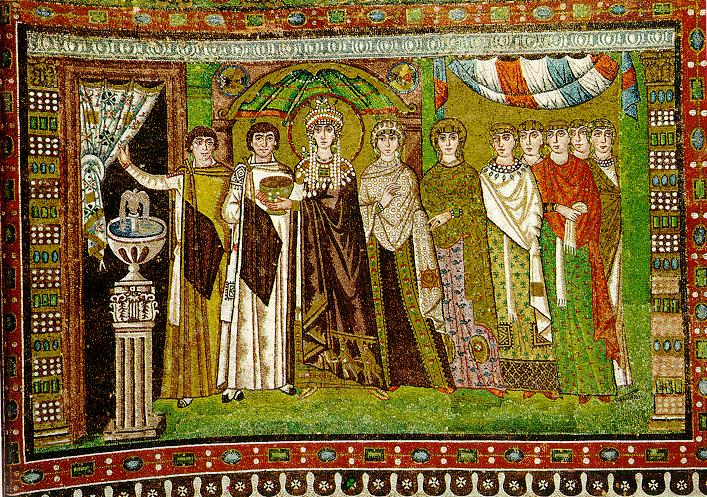
Isocefalia nei mosaici della Basilica di San Vitale (Ravenna)

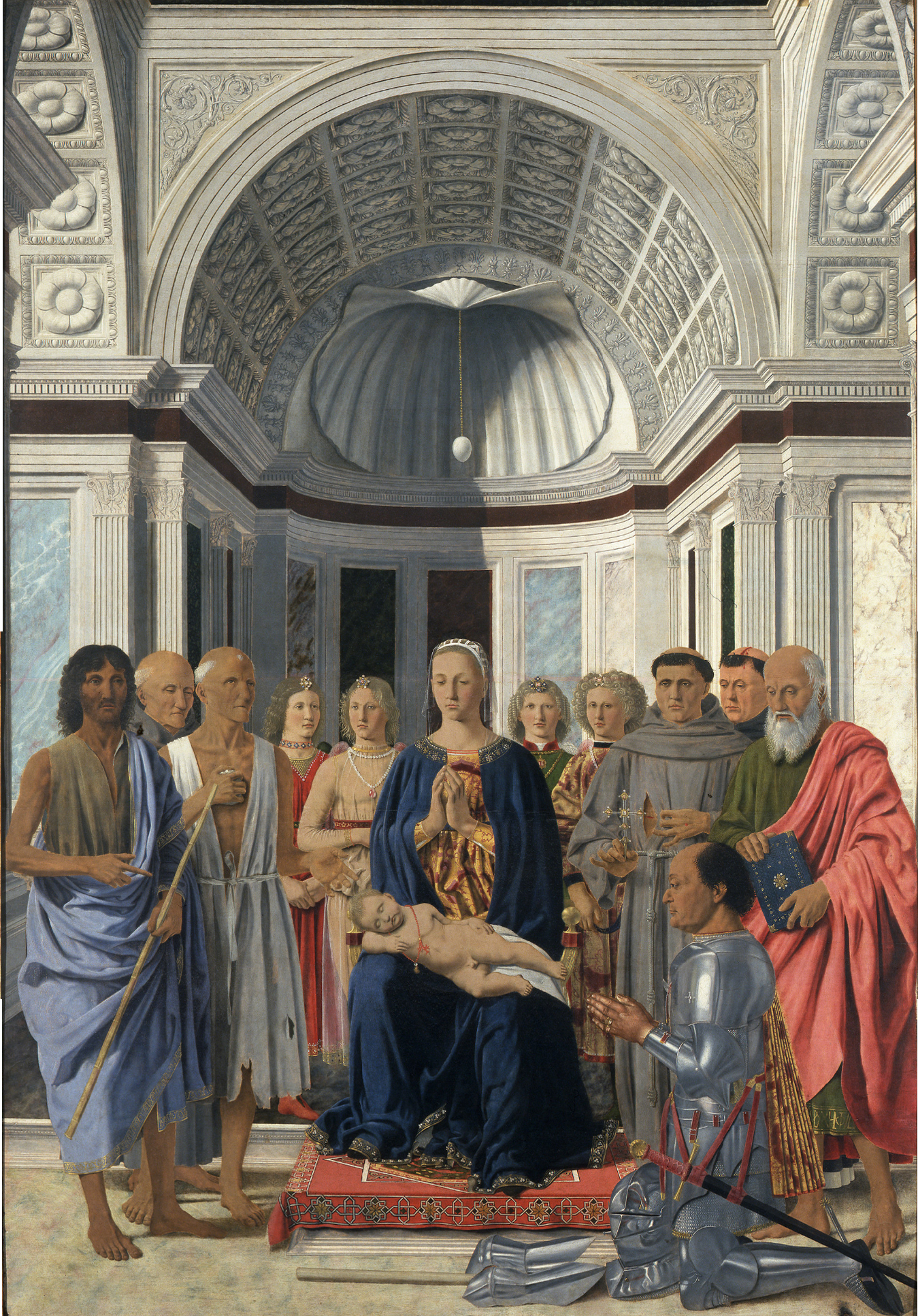
Isocefalia nella Pala di Brera di Piero della Francesca, 1472

L'isocefalia (dal greco: isos, "stesso" e kephalos, "testa") è una convenzione estetica dell'arte secondo cui tutte le teste dei personaggi sono raffigurate alla stessa altezza. Essa è tipica dell'arte antica, in particolare di opere come i fregi.

## Storia
Già in uso nell'arte sumera e mesopotamica, si ritrova nell'arte ittita e persiana; una applicazione meno sistematica si ebbe nell'arte egizia. Ancora si incontra nell'arte greca dalla fine del VI secolo a.C., tanto in ceramografia quanto in scultura, per andare in disuso nel V secolo a.C., senza però scomparire del tutto. 
Per quanto riguarda l'arte romana, la convenzione isocefala si trova in opere provinciali, per poi entrare nel filone principale con l'arte costantiniana (rilievi dell'Arco di Costantino). Sopravvisse in epoca bizantina e nell'arte romanica, esemplificata su figure ieratiche.
Lo sviluppo di un maggior naturalismo, unito a un maggiore sviluppo tecnico dell'arte, portò ad abbandonare questa convenzione, in favore di un'estetica più vicina alla realtà. Anche nel Rinascimento però, soprattutto in quegli artisti che cercavano una geometrizzazione delle forme, all'insegna di un rarefatto equilibrio o di citazione classica, tornò ad essere usata: ne sono esempio le opere di Piero della Francesca. 